# Atrasana lignea
Atrasana lignea är en fjärilsart som beskrevs av Sergius G. Kiriakoff 1965. Atrasana lignea ingår i släktet Atrasana och familjen tandspinnare. Inga underarter finns listade i Catalogue of Life.